# Groupe d'IC 520
Le groupe d'IC 520 comprend au moins quatre galaxies situées dans les constellations de la Grande Ourse et de la Girafe. La distance moyenne entre ce groupe et la Voie lactée est d'environ 53,0 Mpc (∼173 millions d'al). 

## Membres
Le tableau ci-dessous liste les quatre galaxies du groupe indiquées dans l'article de A.M. Garcia paru en 1993.   
| Nom      | Const.       | Class.     | Type         | α (J2000.0)   | δ (J2000.0) | Vitesse radiale (km/s) | m    | Distance (Mpc) | Diamètre (kal) |
| -------- | ------------ | ---------- | ------------ | ------------- | ----------- | ---------------------- | ---- | -------------- | -------------- |
| IC 520   | Girafe       | SAB(rs)ab? | Spirale      | 08h 53m 42.2s | 73° 29′ 27″ | 3486 ± 12              | 11,7 | 52,1 ± 3,7     | 106            |
| NGC 2614 | Grande Ourse | SA(r)c     | Spirale      | 08h 42m 47.9s | 72° 58′ 35″ | 3457 ± 5               | 12,9 | 51,6 ± 3,6     | 75             |
| NGC 2629 | Grande Ourse | SA(r)0^0^: | Lenticulaire | 08h 40m 22.7s | 72° 59′ 08″ | 3584 ± 12              | 12,2 | 53,5 ± 3,8     | 94             |
| NGC 2646 | Girafe       | SB(r)0^0^: | Lenticulaire | 08h 50m 22.0s | 73° 27′ 47″ | 3680 ± 27              | 12,1 | 54,9 ± 3,9     | 74             |

Le site DeepskyLog permet de trouver aisément les constellations des galaxies mentionnées dans ce tableau ou si elles ne s'y trouvent pas, l'outil du site constellation permet de le faire à l'aide des coordonnées de la galaxie. Sauf indication contraire, les données proviennent du site NASA/IPAC.